# Despenalización de la homosexualidad en Panamá
La despenalización de la homosexualidad en Panamá ocurrió el 31 de julio de 2008, cuando entró en vigencia el Decreto Ejecutivo No.332, el cual derogó el artículo 12 del Decreto 149 (aprobado en mayo de 1949), el cual penalizaba las relaciones sexuales entre personas del mismo sexo.

## Antecedentes
Mediante el Decreto 149, promulgado el 20 de mayo de 1949 bajo el gobierno de Domingo Díaz Arosemena, se desarrollaban en extenso las disposiciones contenidas en los artículos 1 y 3 del Título Preliminar del Libro I y los artículos 146 y 147 del Capítulo 5, Título I, Libro III del Código Sanitario —que había sido publicado en la Gaceta Oficial el 6 de diciembre de 1947—, en lo relacionado con la represión de la prostitución y se dictaban medidas sobre higiene social y moralidad pública. El artículo 12 castigaba la sodomía de la siguiente forma:

Artículo 12. La prostitución clandestina, el proxenetismo, la sodomía y todo vicio de degeneración sexual no especificado en este Decreto serán sancionados con las penas que a continuación se señala y que impondrá el Director del Departamento de Salud Pública:
a) por prostitución, de uno a seis meses de arresto o multa de B/. 25,00 a B/. 250,00;
b) por proxenetismo, de seis meses a un año de arresto o multa de B/. 200,00 a B/. 1.000,00;
c) Por sodomía, de tres meses a un año de arresto o multa de B/. 50,00 a B/. 500,00;
d) por otros vicios de degeneración sexual no especificados, de uno a seis meses de arresto o multa de B/. 25,00 a B/. 250,00.
Decreto 149, 20 de mayo de 1949.

## Despenalización
La Asociación Hombres y Mujeres Nuevos de Panamá denunció reiteradamente la discriminación que sufrían los homosexuales debido a la penalización de la sodomía en las leyes panameñas; la agrupación, junto con otras organizaciones del país, buscaba en el Encuentro Mundial de VIH en Ciudad de México que se sancionara moralmente al país por mantener «legislación homofóbica». Se hacía hincapié en que la despenalización debía ocurrir basándose en los convenios y tratados internacionales y en la Constitución de Panamá, que prohíbe la discriminación por raza, nacimiento, discapacidad, clase social, sexo, religión o ideas políticas.
El 29 de julio de 2008 el presidente de la República, Martín Torrijos Espino, tomando como base el Programa Nacional de ITS/VIH/sida y una política del Ministerio de Salud respecto de «mantener el respeto hacia las preferencias sexuales de cada persona», emitió el Decreto Ejecutivo n.º 332, con el que se derogaba el artículo 12 del Decreto 149; el decreto entró en vigencia el 31 de julio.  Con la derogación del artículo 12, Panamá se convirtió en el último país de Latinoamérica en despenalizar la homosexualidad. La edad de consentimiento sexual en Panamá es de 18 años desde el 2015, sin importar la orientación sexual.
A pesar de la despenalización de la homosexualidad en Panamá en 2008, las organizaciones de derechos humanos de Panamá señalan que existen normas y regulaciones institucionalizadas basadas en creencias religiosas, una sociedad de doble moral y agendas políticas, que impiden el desarrollo de una legislación que prohíba la discriminación hacia personas LGBT.